# ローマン・ゼンツォフ
ローマン・ゼンツォフ（ロシア語: Роман Зенцов、英語: Roman Zentsov、1973年9月10日 - ）は、ロシアの男性総合格闘家。ブリャンスク州ブリャンスク出身。レッドデビル・スポーツクラブ所属。
恰幅の良いどっしりとした体躯の持ち主。エメリヤーエンコ・ヒョードルのトレーニング・パートナーであることから、PRIDEでは「皇帝の影武者」とのニックネームが付けられた。

## 来歴
2003年10月10日、M-1 MFCでボブ・シュライバーと対戦し、KO勝ち。
2005年8月28日、PRIDE GRANDPRIX 2005 決勝戦でファブリシオ・ヴェウドゥムと対戦。同大会で死闘を繰り広げたエメリヤーエンコ・ヒョードルとミルコ・クロコップの代理戦争と呼ばれたこの試合でPRIDEに初参戦するが、ヴェウドゥムに試合を支配され、最後は腕ひしぎ三角固めで一本負け。
2006年2月26日、PRIDE.31ではペドロ・ヒーゾと対戦し、カウンターのロシアン・フックでKO勝ち。
2006年5月5日、PRIDE 無差別級グランプリ 2006 開幕戦でギルバート・アイブルと対戦し、左フックでKO勝ち。
2007年7月14日、BodogFightでブランドン・リー・ヒンクルと対戦し、判定負け。
2007年12月31日、やれんのか! 大晦日! 2007でマイク・ルソーと対戦し、ノースサウスチョーク（やれんのか!の公式記録は前方裸絞め）で一本負け。

## 人物・エピソード
- 左腕に「宮本武蔵」と漢字で刺青を彫っている（肖像画も彫っている）。

## 戦績
| 総合格闘技 戦績 | 総合格闘技 戦績 | 総合格闘技 戦績 | 総合格闘技 戦績 | 総合格闘技 戦績 | 総合格闘技 戦績 | 総合格闘技 戦績 |
| --------------- | --------------- | --------------- | --------------- | --------------- | --------------- | --------------- |
| 30 試合         | (T)KO           | 一本            | 判定            | その他          | 引き分け        | 無効試合        |
| 18 勝           | 11              | 4               | 3               | 0               | 0               | 0               |
| 12 敗           | 5               | 6               | 1               | 0               | 0               | 0               |

| 勝敗 | 対戦相手                               | 試合結果                      | 大会名                                                        | 開催年月日     |
| ×    | イ・サンス                             | 1R 4:33 三角絞め              | M-1 Challenge 6: Korea                                        | 2008年8月29日  |
| ○    | ダニエル・タベラ                       | 5分2R終了 判定2-1             | M-1 Challenge 2: Russia                                       | 2008年4月3日   |
| ×    | マイク・ルソー                         | 1R 2:58 ノースサウスチョーク  | やれんのか! 大晦日! 2007                                      | 2007年12月31日 |
| ×    | ブランドン・リー・ヒンクル             | 5分3R終了 判定0-3             | Bodog Fight: Alvarez vs. Lee                                  | 2007年7月14日  |
| ○    | クリストフ・ミドゥ・"ザ・フェニックス" | 1R終了時 TKO（タオル投入）    | Bodog Fight: Clash of the Nations                             | 2007年4月14日  |
| ○    | イ・サンス                             | 5分3R終了 判定3-0             | M-1 MFC: Russia vs. Korea                                     | 2007年1月20日  |
| ○    | クリストフ・ミドゥ・"ザ・フェニックス" | 2R 4:12 KO                    | BodogFight: Clash of the Nations                              | 2006年12月15日 |
| ○    | イ・ミンジン                           | 1R 0:55 フロントチョーク      | M-1: Mix-Fight Tournament                                     | 2006年10月12日 |
| ○    | ギルバート・アイブル                   | 1R 4:55 KO（左フック）        | PRIDE 無差別級グランプリ 2006 開幕戦                          | 2006年5月5日   |
| ○    | ペドロ・ヒーゾ                         | 1R 0:25 KO（左フック）        | PRIDE.31 Dreamers                                             | 2006年2月26日  |
| ○    | イブラヒム・マゴメドフ                 | 2R 4:08 KO                    | M-1 MFC: Russia vs. France                                    | 2005年11月3日  |
| ×    | ファブリシオ・ヴェウドゥム             | 1R 4:01 腕ひしぎ三角固め      | PRIDE GRANDPRIX 2005 決勝戦                                   | 2005年8月28日  |
| ×    | アントワーヌ・ジャウジ                 | 1R 3:33 TKO（負傷）           | Euphoria: Road to the Titles 【ヘビー級トーナメント 1回戦】   | 2004年10月15日 |
| ×    | トラビス・ビュー                       | 2R 2:46 TKO（カット）         | Euphoria: Russia vs. USA                                      | 2004年3月13日  |
| ×    | マイケル・ナープ                       | 1R 2:24 KO                    | 2 Hot 2 Handle                                                | 2004年2月22日  |
| ○    | ボブ・シュライバー                     | 1R 2:12 チョークスリーパー    | M-1 MFC: Russia vs. The World 6 【M-1 MFCヘビー級王座決定戦】 | 2003年10月10日 |
| ○    | トーマス・ラーデルス                   | 1R 0:20 KO                    | M-1 MFC: Russia vs. The World 5                               | 2003年4月6日   |
| ○    | アレッシオ・サカラ                     | 5分2R終了 判定3-0             | M-1 MFC: Russia vs. The World 4                               | 2002年11月15日 |
| ○    | ミハイリス・デリギャナキス             | 1R KO                         | Free Fight Greece: Heracliones Fight Night                    | 2002年7月28日  |
| ○    | ラファエル・コメス                     | 1R 3:27 TKO（パウンド）       | M-1 MFC: Russia vs. The World 3                               | 2002年4月26日  |
| ×    | アリスター・オーフレイム               | 1R V1アームロック             | 2H2H 4: Simply the Best 4                                     | 2002年3月17日  |
| ○    | パシール・クミエフ                     | 1R 3:35 TKO（パンチ連打）     | M-1 MFC: Exclusive Fight Night 4                              | 2001年12月27日 |
| ×    | ハリッド"ディ・ファウスト"             | 1R 0:53 TKO（パンチ連打）     | M-1 MFC: Russia vs. The World 2                               | 2001年11月11日 |
| ×    | モイス・リンボン                       | 2R ネッククランク             | 2H2H 3: Hotter Than Hot 【準決勝】                            | 2001年10月7日  |
| ○    | デイブ・ファン・デル・フェーン         | 1R 2:15 TKO（スタンドの打撃） | 2H2H 3: Hotter Than Hot 【1回戦】                             | 2001年10月7日  |
| ×    | ヴォルク・アターエフ                   | 1R 0:10 KO（ハイキック）      | BARS: Moscow vs. St. Petersburg                               | 2001年5月30日  |
| ×    | ヨープ・カステル                       | 肩固め                        | MillenniumSports: Veni Vidi Vici                              | 2001年4月22日  |
| ○    | ヘルマン・ファン・トール               | KO                            | M-1 MFC: World Championship 2000                              | 2000年11月11日 |
| ×    | アンドレイ・アルロフスキー             | 1R 1:18 TKO（スタンドの打撃） | M-1 MFC: European Championship 2000 【ヘビー級 決勝】         | 2000年4月9日   |
| ○    | ジェナディ・マツィゴラ                 | 1R 1:56 フロントチョーク      | M-1 MFC: European Championship 2000 【ヘビー級 1回戦】        | 2000年4月9日   |

## 獲得タイトル
- M-1 MFCヘビー級王座（2003年）